# Michael Wieler
Michael Wieler (ur. 7 lutego 1981 w Wetzlar) – niemiecki wioślarz.

## Osiągnięcia
- Mistrzostwa Świata – Lucerna 2001 – czwórka podwójna wagi lekkiej – 6. miejsce[1].
- Mistrzostwa Świata – Linz 2008 – czwórka podwójna wagi lekkiej – 3. miejsce[1].
- Mistrzostwa Świata – Poznań 2009 – czwórka podwójna wagi lekkiej – 2. miejsce[1].
- Mistrzostwa Europy – Montemor-o-Velho 2010 – czwórka podwójna wagi lekkiej – 4. miejsce[1].